# スラミティス (小惑星)
スラミティス (752 Sulamitis) は小惑星帯に位置する小惑星。スラミティス族という極めて小規模な小惑星族を代表する天体である。1913年4月30日、ロシアの天文学者グリゴリー・ニコラエヴィチ・ネウイミンがシメイズで発見した。
旧約聖書のシバの女王とソロモン王に関する一節に登場する女奴隷にちなんで名づけられた。